# Oles Berdnyk
Oles (Alexander) Pavlovič Berdnyk (27. listopadu 1926, oficiálně zapsáno do matriky 25. prosince 1927, Vavylove, Snihurivský okres, Chersonská oblast, Ukrajinská SSR – 18. března 2003, Hrebeni, Kaharlycký okres, Kyjevská oblast, Ukrajina) byl ukrajinský spisovatel science fiction, futurolog, publicista, filozof, aktivista, globalista, teolog a politik. Účastník druhé světové války, politický vězeň sovětských pracovních táborů gulag. Je autorem více než 20 románů a povídek. Berdnykova díla byla přeložena do řady jazyků včetně angličtiny, němčiny, francouzštiny, ruštiny a maďarštiny.
Byl zakládajícím členem Ukrajinské Helsinské skupiny a vedoucím ukrajinského humanistického sdružení Ukrajinská duchovní republika (Українська духовна республіка). Ve vězení a pracovních táborech strávil celkem 11 let.

## Životopis

### Raná léta
Narodil se 27. listopadu 1926 ve vesnici Vavylove, Snihurský okres, Chersonská oblast (nyní Mykolajivská oblast). Jeho otec se kvůli zasněženým cestám dostal na obecní úřad, který se nachází v sousední vesnici, až měsíc po jeho narození. Tajemník vesnické rady se zase dopustil hned dvou chyb – jako datum narození zapsal aktuální datum a jako rok narození napsal rok, který měl teprve přijít, což vedlo k záměně data narození spisovatele, ale pomohlo mu to vyhnout se odsunu do Německa během německé okupace Ukrajiny. Jako šestiletý zažil letech 1932–1933 hladomor, při kterém zemřel jeho dědeček a matka se málem stala obětí kanibalů.   
Spisovatelův otec Pavlo Berdnyk byl stejně jako jeho otec a dědeček vesnický kovář a jeho matka Marie Vasylivna byla prostá rolnice. Berdnyk měl starší sestru Olgu. Za jeho mládí mládí se rodina často stěhovala. Jeden z jeho dědů byl námořník zaoceánské plavby a od něj pochází Berdnykova pozdější fascinace hvězdami a vesmírem, která se promítla do jeho knih. Ve věku 18 let se jako dobrovolník přihlásil do sovětské armády a v letech 1944–1945 se zapojil do bojů druhé světové války. Pracoval jako minér a pyrotechnik, v dubnu 1945 byl zraněn a roku 1946 demobilizován. Absolvoval 7. třídu gymnázia jako externí student. V letech 1946–1949 studoval v divadelním studiu při Národním akademickém divadle Ivana Franka v Kyjevě a nakonec se stal členem souboru.

### První uvěznění
V roce 1949 vystoupil na otevřeném stranickém shromáždění divadla během kampaně proti kosmopolitismu, pod kterým se ve skutečnosti skrývala xenofobie a anisemitismus. Byl rozhořčen, že herci divadla pomlouvají své nedávné přátele a kolegy a že hry klasiků jsou upravovány na pokyn shora. Jeho větu „Josif Vissarionovič Stalin je možná pro někoho génius, ale pro jiné je to hlupák“ zaznamenal ředitel a poslal zprávu Ministerstvu státní bezpečnosti SSSR ještě před koncem schůze. Berdnyk byl zatčen na základě obvinění ze „zrady vlasti“ a v roce 1950 byl odsouzen k deseti letům v pracovním táboře podle článku 54-10 trestního zákoníku Ukrajinské SSR. Trest si odpykával na severu SSSR a v Kazachstánu. Dvakrát se pokusil o útěk, ale první byl prozrazen a při druhém byl chycen a brutálně zbit. 
Za pokus o útěk byl roku 1953 znovu odsouzen k deseti letům vězení v lágru podle článku 58-14 trestního zákoníku RSFSR. V roce 1955, po odpykání šesti let trestu, byl omilostněn pro kompromis uzavřený s komunistickým režimem, oficiálně díky vyhlášené amnestii..

### Kariéra spisovatele
Po návratu na Ukrajinu zahájil literární kariéru a v roce 1957 se stal členem Národního svazu ukrajinských spisovatelů i Svazu spisovatelů SSSR. První sbírka jeho povídek Mimo čas a prostor vyšla roku 1957, kdy Sovětský svaz vypustil první družici Sputnik. Stal se populárním ukrajinským spisovatelem science fiction: do roku 1972 vyšlo asi 20 jeho vědeckofantastických románů a povídek. Jeho román Hvězdný pirát z roku 1971 je pokládán za mistrovské dílo filosofické fikce. Velmi populární byly také jeho články a přednášky o futurologii.

### Světonázor, filozofie a práce
Základem Berdnykova díla je vnímání člověka nikoli jako přírodní, ale jako kosmické bytosti. Odkazuje na koncept univerzální noosféry, v níž jsou matrixovány intelektuální a smyslové výdobytky věků. Na tomto sémantickém pozadí se odehrávají události mnoha Olesových děl. V nich se hledá smysl života, který není konečný, ale je obsažen v nekonečnu vesmíru. Ve vesmíru podle Berdnika nic nekončí, takže nemůže skončit ani člověk.
Mysl (v Berdnykově terminologii „duch“) nevzniká tělesným, ale kosmickým počátkem. Struktura vesmíru jako celku a podstata lidské přirozenosti jsou totožné. Nekonečno (Безмір) a mysl jsou ve svém základu jedno. Člověk není pouhým odrazem přírodních procesů, ale živou entitou vesmíru, která by měla být aktivována svou vlastní vůlí.
Kosmismus Berdnykova díla se snoubí s ukrajinskostí, ukrajinocentrismem a kyjevocentrismem, s myšlenkami "globalizace na ukrajinský způsob", se světonázorem, kulturním a duchovním dědictvím prarodičů, prostých křesťanů ze stepi Dněpru, stejně jako všech Ukrajinců, kteří se narodili jako filozofové Nekonečna. Problém národní důstojnosti, který Berdnyk nastoluje, se prolíná s kosmickým osudem člověka. Formuluje své myšlenky o osvobození člověka z jednorozměrného světa průmyslového věku. Spisovatel představuje člověka, nikoli loutku. Olesovy postavy jsou stateční, svobodymilovní lidé. Spojuje je touha proměnit svět plný rozporů ve svět pro lidi

### Disidentství
Roku 1972 ho veřejně obvinili, že se záměrně oddává idealismu a mysticismu a že se ve svých literárních dílech odchyluje od zásad socialistického realismu, jediného stylu psaní, který byl v SSSR povolen. V dubnu 1972 při domovní prohlídce v bytě Mykoly Rudenka a R. Rudenka, kde Berdnyk bydlel, zabavili pracovníci KGB dílo Ivana Dziuby. „Internacionalismus nebo rusifikace?“ a dva psací stroje. Berdnyk od konce dubna držel po 16 dní hladovku a požadoval vrácení zabavených věcí. Podařilo se mu setkat s prvním tajemníkem Ústředního výboru Komunistické strany Ukrajiny Petrem Šelestem, který se omluvil, ale prohlásil, že „stranické orgány nemohou zasahovat do činnosti KGB“. 14. května 1972 mu byly vráceny psací stroje, ale reklama na jeho vystoupení byla zrušena a jeho díla již nebyla publikována. Mezitím byla některá jeho díla propašována na Západ a vyšla v překladu a Berdynk dostal pozvání od zahraničních univerzit. Od roku 1974 usiloval Berdnyk o povolení opustit Sovětský svaz a odstěhovat se do USA.
Dne 13. srpna 1976 byl vydán příkaz Hlavního ředitelství pro ochranu státního tajemství v tisku při Radě ministrů SSSR č. 31 s poznámkou „pro služební potřebu“: „vyřadit knihy Olese Berdnyka z knihoven všeobecného a zvláštního užití a z knižní obchodní sítě SSSR“. Zároveň byl vyloučen ze Svazu ukrajinských spisovatelů. Poté pracoval jako dekoratér vitráží ve sdružení Chudožnyk.
.

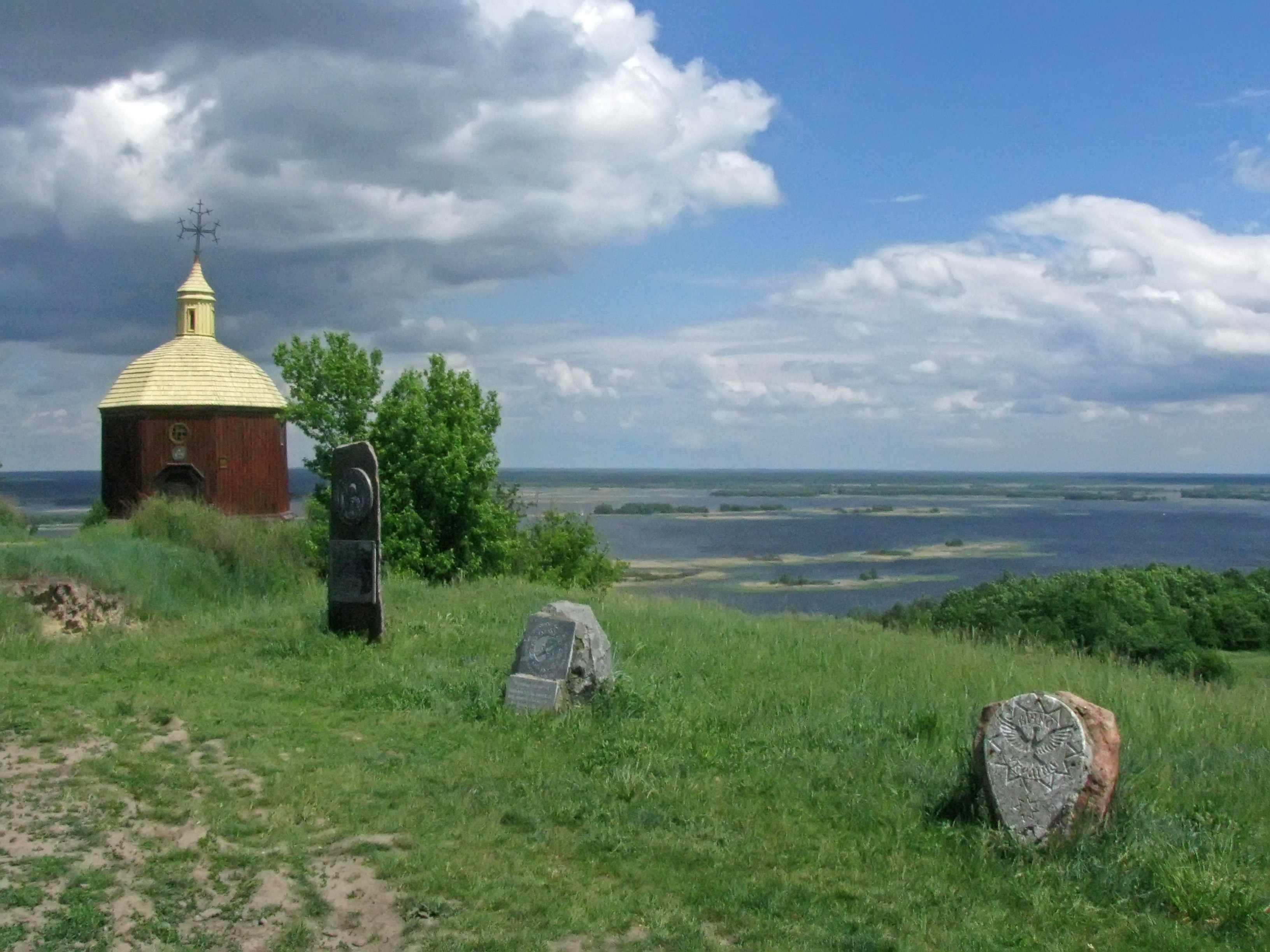
Kaple postavená Berdnykem na místě osady letopisného města Sviatopolch a v obci Vytačiv

Na podzim 1976 se Berdnyk radil s Rudenkem, Oksanou Meško, Levkem Lukjaněnkem o vytvoření Ukrajinské Helsinské skupiny a 9. září 1976 se stal jejím zakládajícím členem, když podepsal Memorandum č. 1; 1 „Vliv evropského setkání na rozvoj právního vědomí na Ukrajině“, který zdůvodnil vznik hnutí za lidská práva a poskytl seznam ukrajinských vězňů svědomí.
Po uvěznění Mykoly Rudenka se Berdynk stal výkonným předsedou ukrajinské Helsinské skupiny. Od konce roku 1976 do svého zatčení 6. března 1979 se podílel na přípravě a podpisu desítek dopisů a memorand na obranu zatčených a odsouzených aktivistů za lidská práva. Berdnykův dům byl opakovaně prohledán a byly zabaveny jeho knihy, básně, rukopisy a psací stroj. Koncem srpna zveřejnili členové Ukrajinské Helsinské skupiny a Moskevské helsinské skupiny, včetně Berdnyka, dokument č. 2 „Předsedům vlád Organizace pro bezpečnost a spolupráci v Evropě. Nové represe a nová etapa hnutí za lidská práva v SSSR“ požadující propuštění všech zatčených členů helsinských skupin. Jeho „Memorandum Iniciativní rady pro alternativní vývoj“ ze 7. prosince 1976, adresované "Organizaci spojených národů, Výboru pro ochranu životního prostředí (UNEP) a všem lidem dobré vůle", zůstává málo známé.
Dne 14. října 1977 zaslali členové UHG, kteří byli dosud na svobodě, Radě ministrů Ukrajinské SSR „žádost“ o oficiální registraci skupiny s právem právní subjektivity. 9. listopadu 1977 napsal Berdnyk jménem skupiny „Manifest ukrajinského hnutí za lidská práva“. 9. května 1978 napsal Berdnyk otevřený dopis Výboru OSN pro ochranu lidských práv a svobod, Amnesty International a generálnímu tajemníkovi L. Brežněvovi a držel hladovku, v níž požadoval propuštění válečného invalidy Mykoly Rudenka.

### Druhé uvěznění
6. března 1979 byl Berdnyk zatčen na základě obvinění z „protisovětské agitace a propagandy“. Od svého zatčení držel Berdnyk hladovku. Jeho rodina se o jeho zatčení dozvěděla až o dva týdny později. Byl obviněn z psaní a šíření článků „Svatá Ukrajina“, „Alternativní vývoj“, „Den matky a dítěte“, básně „Přísaha“ (věnované 325. výročí „připojení“ Ukrajiny k Rusku), účasti v „protisovětské organizaci“ (Ukrajinská Helsinská skupina) atd. Během vyšetřování Berdnyk přiznal své „chyby“.
21. prosince 1979 Kyjevský krajský soud na výjezdním zasedání v Kaharlyku odsoudil Berdnyka na základě článku 62 části 2 trestního zákoníku Ukrajinské SSR a článku 70 části 2 trestního zákoníku RSFSR k šesti letům v táboře s přísným režimem a třem letům vyhnanství. Byl uznán za "zvlášť nebezpečného recidivistu". Od 16. května 1980 byl držen v táboře s přísným režimem Perm-36|VS-389/36, ve vesnici Kučino, Čusovský okres, Permská oblast.
Od 7. září 1981 do 13. ledna 1982 byl držen ve vazební věznici KGB v Kyjevě za účelem „prevence“. V únoru se odmítl dostavit jako svědek v případu Michajlo Horyny. Dne 7. září 1982 byl převezen do zóny s vysokou ostrahou VS389/35 do tábora Všeksvjatskaja. V létě roku 1983 byl znovu považován za „převychovaného“ a na základě výnosu Nejvyššího sovětu Ukrajinské SSR ze dne 14. března 1984 byl omilostněn. 17. května 1984 vyšel v novinách Літературна Україна Berdnykův „kajícnický“ článek s názvem „Návrat domů“, ve kterém zradil své přátele z ukrajinské Helsinské skupiny. V článku napsal, že „helsinské hnutí je výtvorem CIA“ a že Rudenko a Lukjaněnko, „kdyby měli skutečnou odvahu, by už dávno opustili cestu antipatriotismu a dobrovolné sebeizolace“. V rozhovoru pro Kosmomolske Znamya roku 1990 uvedl, že lze odpustit i zradu, ale samotnému zrádci to nepomůže. Je nutné, aby zrazení důvěry sám v sobě zničil a prakticky se znovu zrodil.

### Veřejná činnost a závěr života
V roce 1987 založil Berdnik veřejnou organizaci „Noosférická fronta „Hvězdný klíč““, jejímž cílem je „zachovat duchovní hodnoty národů a kmenů získané ve staletích složité kosmické historie, které jsou v koloběhu pseudocivilizace nenávratně ztraceny a znehodnoceny“. 16. prosince 1989 byl zvolen do čela humanistického sdružení „Ukrajinská duchovní republika (Suitonia)“, které vydává noviny Svatá Ukrajina a Zgoda. Na podzim roku 1991 byl navržen (ale nebyl zaregistrován) jako kandidát na prezidenta Ukrajiny. Po propuštění vydal Berdnyk asi 15 knih. Kolem jeho života se vytvořila legenda „duchovního vůdce“ a pro mladé „prvního ukrajinského hippie“. Vydával mírové manifesty, byl vegetarián, pěstoval ekologickou zeleninu a žil v domě, který si sám postavil. Od roku 1990 pořádal každoroční setkání příznivců jeho sdružení Suitonia. 
Oles Berdnyk byl dvakrát ženatý. Jeho první manželkou byla Ludmila Fedosjevna Berdnyková, se kterou měl dceru Myroslavu (* 1958), která se stala novinářkou. Druhou manželkou byla Valentina Sergejevna Berdnyková (dívčím jménem Sokorinskaja, narozená 1949), později známá jako výrobce panenek Motanka. Z druhého manželství měl dvě děti: dceru Hromovytsii (* 1973), novinářku a spisovatelku a syna Radana (* 1985), ekonoma, manažera zahraničních ekonomických vztahů.
Oles Berdnyk naposled veřejně vystoupil 1. prosince 1996 na shromáždění k jeho 70. narozeninám. Od roku 1997 byl vážně nemocný a zemřel 18. března 2003. Byl pohřben ve vesnici Hrebeny (Kyjevská oblast), na pozemku jeho dači.

### Ocenění a místa spojená s jeho jménem
- Řád za odvahu 1. stupně[9] za občanskou statečnost, obětavost v boji za prosazení ideálů svobody a demokracie a u příležitosti 30. výročí založení Ukrajinské Helsinské skupiny.
- Památník na území centra zelené turistiky „Zvenyhorod“ (obec Balyko-Šučynka).[10]
- Ulice Olesa Berdnyka v Mykolajivu a v Kyjevě[11]

## Literární dílo

### Romány
- 1958 – Cesty titánů
- 1960 – Šíp času
- 1961 – Kdo jsi?
- 1963 – Děti nekonečna
- 1968 – Pohár Amrity
- 1970 – Květina oka - všechny vytištěné svazky byly okamžitě po vydání zničeny z ideologických důvodů.[3]
- 1971 – Hvězdný pirát (Starcorsair). V témže roce vyšla povídka, která byla beze změny převedena do románu "Starcorsair". Kniha byla po vydání okamžitě zakázána z ideologických důvodů.[3]
- 1972 – Labyrint Minotaura
- 1987 – Ohnivý smích
- 1993 – Tma oheň nerozpálí...
- 1996 – Síň Dažboga (jiný název - Hvězdná Véda)
- Prometheus, 288 s., Language Lanterns Publications

### Novely
- 1957 – Mimo čas a prostor
- 1957 – Planeta v konzervárně
- 1957 - Muž bez srdce (spoluautor Y. Bedzik)
- 1958 – Za kouzelnou květinou
- 1959 – Duch chodí po zemi
- 1960 – Synové Svitovida
- 1961 – Srdce vesmíru
- 1962 – Katastrofa
- 1962 – Cesta do podsvětí
- 1964 – Radostně překročit propast
- 1967 – Ohnivý jezdec
- 1967 – Matka
- 1967 – Prolomení hromu
- 1968 – Divoké pole
- 1968 – Isidin závoj
- 1969 – Kdo se odváží - bude nazván ohnivým
- 1975 – Zlatá brána
- 1990 – Na svatém ohni spálíme odloučení

### Povídky
- 1957 – Boj na asteroidu
- 1957 – Psychologický dvojník
- 1959 – 10 minut v budoucnosti
- 1960 – Marťanští "zajíci"
- 1963 – Setkání nad propastí
- 1964 – Úspěch ve vesmíru
- 1965 – Milovaný z budoucnosti
- 1965 – Poslední bitva
- 1965 – Utopené roky
- 1965 – Sbor prvků
- 1967 – Dvě propasti
- 1970 – Vesmírná pohádka
- 1975 – Souhvězdí Zelené ryby

### Různé
- Výkon Vaivasvati (sbírka), K.,:Molodist, 1967
- Soudce a láska, Mezihvězdná chůva (1961), Poslední soud (1965), Vzpoura kosmokratů (1968)
- Modrý kovář. Pochodeň.
- Alternativní vývoj. Samotný příběh.
- Ukrajina ohnivého sich. Smoloskyp.
- Svatá Ukrajina. Smoloskyp, 1980.
- Návrat domů, Literární Ukrajina, 17. května 1984
- Pád Lucifera, časopis Vsesvit, 12/1987
- Ohnivý jezdec, 1989. Kyjev, Molod', 368 s., v knize 2 díla: povídka  "Ohnivý jezdec" (str. 3-54) a román  "Hvězdný korzár" (str. 55-366)/, černobílé ilustrace, 65 000 výtisků, měkká vazba, vydáno v řadě "Kompas" (PPF, - dobrodružství, cestopis, beletrie). ISBN 5-7720-0241-4.
- Srdce Matiola: Příběhy a legendy (sbírka).